# Papanduva
Papanduva es un municipio brasileño del estado de Santa Catarina. Tiene una población estimada al 2022 de 19 150 habitantes. Pertenece a la Región metropolitana del Norte-Nordeste Catarinense.

## Toponimia
El topónimo se originó debido al paso obligatorio de los ganaderos que hacían su posada en esta región, cuando viajaban hacia el norte o el sur, dada la abundancia de pastos llamados “papua”, comúnmente llamados papanduva.

## Historia
El lugar del actual municipio era parte de la Ruta del ganado. Hacia 1828, los primeros pobladores, provenientes de Paraná, se instalaron en el municipio, dedicándose a la economía ganadera, la agricultura de subsistencia y principalmente a la extracción de la planta yerba mate. 
Los primeros colonos europeos, ucranianos y polacos, se instalaron en 1880. 
Fue elevado a distrito de Canoinhas en 1917, y emancipado como municipio el 11 de abril de 1954.